# Ramulus inermus
Ramulus inermus är en insektsart som först beskrevs av Wen-Xuan Bi 1992.  Ramulus inermus ingår i släktet Ramulus och familjen Phasmatidae. Inga underarter finns listade i Catalogue of Life.